# 937 Bethgea
937 Bethgea, asteroid glavnog pojasa. Otkrio ga je Karl Wilhelm Reinmuth, 12. rujna 1920.

## Vanjske poveznice
- Minor Planet Center